# 蒙特克里斯托 (玻利瓦省)
蒙特克里斯托是哥倫比亞的城鎮，位於該國北部，由玻利瓦省負責管轄，始建於十九世紀晚期，面積2,089平方公里，海拔高度78米，2005年人口11,212。
8°17′58″N 74°28′32″W / 8.29944°N 74.4756°W